# Лодяний Володимир Володимирович
Володимир Володимирович Лодяний (13 липня 1921, село Михайлівка, тепер Михайлівського району Волгоградської області, Російська Федерація — ?) — радянський діяч органів державної безпеки, начальник Управління КДБ при Раді Міністрів УРСР по Київській області, заступник голови КДБ Української РСР, генерал-майор. Депутат Верховної Ради УРСР 9-го скликання.

## Біографія
У 1936—1937 роках навчався у Новочеркаському гідромеліоративному технікумі Ростовської області. У 1940 році закінчив учительський інститут у місті Мікоян-Шахар.
У 1940—1941 роках — учитель історії вечірньої школи міста Мікоян-Шахар (тепер —Карачаєвськ) Карачаєвської автономної області.
У Червоній Армії з 1941 року. Учасник німецько-радянської війни. Служив червоноармійцем 227-го гаубичного артилерійського полку 70-ї, а потім 128-ї стрілецької дивізії Північно-Західного, Ленінградського, Волховського фронтів. Був заступником політрука оперативного взводу Особливого відділу НКВС по 128-й стрілецькій дивізії. З осені 1942 року служив у військовій контррозвідці, навчався у Вищій школі НКВС СРСР.
Член ВКП(б) з 1942 року.
З 1943 року — в органах державної безпеки СРСР. Починав працювати помічником оперуповноваженого в Управлінні державної безпеки НКВС Харківської області. Потім працював на відповідальних посадах в Управлінні НКДБ-МДБ-КДБ УРСР по Харківській області: оперуповноважений, старший оперуповноважений 3-го відділення СПО УНКВС (2-го відділу УНКДБ) по Харківській області, з 1945 року — заступник начальника 5-го, з 1946 року — 7-го відділень 2-го відділу УМДБ по Харківській області, з 1947 року — начальник різних відділень і відділів УМДБ-УКДБ УРСР по Харківській області.
У 1953 році заочно закінчив Харківський юридичний інститут імені Дзержинського.
У 1963—1968 роках — заступник начальника Управління Комітету державної безпеки при Раді Міністрів УРСР по Харківській області.
У 1968—1971 роках — начальник Управління Комітету державної безпеки при Раді Міністрів УРСР по Чернівецькій області.
У 1971—1973 роках — начальник 2-го Управління КДБ при Раді Міністрів Української РСР.
У серпні 1973 — січні 1976 р. — начальник Управління Комітету державної безпеки при Раді Міністрів УРСР по місту Києву і Київській області.
У січні 1976—1980 р. — заступник голови Комітету державної безпеки Української РСР.
У 1980 році вийшов у відставку.
Проживав у Києві. У 1991—2001 роках — голова Ради Київської організації ветеранів органів держбезпеки України «Щит».

## Звання
- генерал-майор

## Нагороди
- орден Трудового Червоного Прапора
- орден Червоного Прапора
- орден Червоної Зірки
- 11 медалей